# SS Marama
O SS Marama foi um transatlântico pertencente à Union Company da Nova Zelândia de 1907 a 1937. Foi um navio-hospital na Primeira Guerra Mundial como Navio Hospital da Nova Zelândia nº 2 de Sua Majestade.

## História
Construído por Caird & Company em Greenock a um custo de £166.000 ($332.000), o SS Marama chegou a Port Chalmers em novembro de 1907. Era o maior e mais poderoso navio (embora não o mais rápido) na frota da USS Co. Inicialmente, navegou no Horseshoe run para a Austrália e, ocasionalmente, em serviços transpacíficos. Após o serviço de guerra, foi reformado (1920) para os serviços transpacíficos para San Francisco ou Vancouver. Em 1925, foi convertido para queimar óleo e empregado na corrida de Tasman.
O navio foi vendido para os destruidores de navios de Xangai, o Linghua Dock & Engineering Works Ltd em 1937, depois revendido para os destruidores de navios de Kobe Miyachi K.K.K. (que também comprou o Maheno) e foi quebrado em seu Estaleiro de Osaka em 1938.
Marama Hall na Universidade de Otago recebeu o nome do transatlântico, em homenagem ao pessoal médico que serviu a bordo dos dois navios-hospitais da Nova Zelândia na Primeira Guerra Mundial.